# Trogonostomus melolonthoides
Trogonostomus melolonthoides är en skalbaggsart som beskrevs av Leon Fairmaire 1896. Trogonostomus melolonthoides ingår i släktet Trogonostomus och familjen Rutelidae. Inga underarter finns listade i Catalogue of Life.